# Georgië op de Olympische Zomerspelen 2016
Georgië nam deel aan de Olympische Zomerspelen 2016 in Rio de Janeiro, Brazilië. De selectie bestond uit veertig atleten, actief in twaalf sporten. Nog nooit was de olympische ploeg van Georgië zo groot. Het land maakte haar olympisch debuut in de sporten kanovaren (vlakwater), tennis (mannen), judo en gewichtheffen (vrouwen). Voor het eerst in bijna twee decennia nam Georgië weer deel aan het schermen en ritmische gymnastiek. Judoka Avtandil Tchrikisjvili droeg de Georgische vlag tijdens de openingsceremonie. Gouden medaillewinnaar Lasja Talachadze droeg de vlag gedurende de parade van de sluitingsceremonie.

## Medailleoverzicht
| Sport         | Olympiër                 | Onderdeel                 | Medaille |
| ------------- | ------------------------ | ------------------------- | -------- |
| Worstelen     | Vladimer Khinchegasjvili | vrije stijl –57 kg (m)    | Goud     |
| Gewichtheffen | Lasja Talachadze         | +105 kg (m)               | Goud     |
| Judo          | Varlam Liparteliani      | –90 kg (m)                | Zilver   |
| Judo          | Lasja Sjavdatoeasjvili   | –73 kg (m)                | Brons    |
| Worstelen     | Shmagi Bolkvadze         | Grieks-Romeins –66 kg (m) | Brons    |
| Worstelen     | Geno Petriasjvili        | vrije stijl –125 kg (m)   | Brons    |
| Gewichtheffen | Irakli Turmanidze        | +105 kg (m)               | Brons    |

## Deelnemers en resultaten
(m) = mannen, (v) = vrouwen 

### Atletiek
| Olympiër             | Discipline             | Resultaat | Prestatie                                 |
| -------------------- | ---------------------- | --------- | ----------------------------------------- |
| Daviti Kharazisjvili | marathon (m)           | 72e       | 2:20.47                                   |
| Bachana Khorava      | verspringen (m)        | 19e       | kwalificatie groep B: 8ste met 7,77m      |
| Lasja Talachadze     | hink-stap-springen (m) | DNF       | kwalificatie groep A: geen geldige poging |
| Benik Abramyan       | kogelstoten (m)        | 31e       | kwalificatie groep B: 15de met 18,72m     |
|                      |                        |           |                                           |
| Valentina Liasjenko  | hoogspringen (v)       | 32e       | kwalificatie groep A: 17de met 1,80m      |

### Boogschieten
| Olympiër                                               | Discipline      | Resultaat | Prestatie                                                                     |
| ------------------------------------------------------ | --------------- | --------- | ----------------------------------------------------------------------------- |
| Kristine Esebua                                        | individueel (v) | 33e       | plaatsingsronde: 45ste met 612 punten 1ste ronde: V van IND Kumari: 3–6       |
| Yuliya Lobzhenidze                                     | individueel (v) | 33e       | plaatsingsronde: 57ste met 594 punten 1ste ronde: V van MEX Valencia: 4–6     |
| Khatuna Narimanidze                                    | individueel (v) | 33e       | plaatsingsronde: 34ste met 625 punten 1ste ronde: V van UKR Sitsjenikova: 1–7 |
| Kristine Esebua Yuliya Lobzhenidze Khatuna Narimanidze | team (v)        | 9e        | plaatsingsronde: 12de met 1831 punten 1ste ronde: V van Mexico: 0–6           |

### Gewichtheffen
| Olympiër            | Discipline  | Resultaat | Prestatie                                                      |
| ------------------- | ----------- | --------- | -------------------------------------------------------------- |
| Giorgi Chkheidze    | –105 kg (m) | DNF       | trekken: 14de met 170kg stoten: DNF                            |
| Lasja Talachadze VS | +105kg (m)  | Goud      | trekken: 2de met 215kg stoten: 1ste met 258kg totaal: 473kg WR |
| Irakli Turmanidze   | +105kg (m)  | Brons     | trekken: 4de met 207kg stoten: 4de met 241kg totaal: 448kg     |
|                     |             |           |                                                                |
| Anastasiia Hotfrid  | +75kg (v)   | 12e       | trekken: 11de met 113kg stoten: 12de met 135kg totaal: 248kg   |

### Gymnastiek
| Olympiër       | Discipline      | Resultaat | Prestatie                                                                                          |
| Ritmisch       | Ritmisch        | Ritmisch  | Ritmisch                                                                                           |
| -------------- | --------------- | --------- | -------------------------------------------------------------------------------------------------- |
| Salome Pazhava | individueel (v) | 14e       | kwalificatie: 14de hoepel: 17,233 bal: 17,783 knotsen: 17,433 linten: 16,666 totaal: 69,115 punten |
| Trampoline     |                 |           | |
| Luba Golovina  | vrouwen         | 7e        | kwalificatie: 8ste met 98,285 punten finale: 7de met 51,010 punten                                 |

### Judo
| Olympiër                  | Discipline | Resultaat | Prestatie |
| ------------------------- | ---------- | --------- | --- |
| Amiran Papinasjvili       | –60kg (m)  | 5e        | 1ste ronde: vrij 2de ronde: W van CAN Pessoa: waza-ari 3de ronde: W van BUL Gertsjev: ippon kwartfinale: W van JPN Takato: ippon halve finale: V van RUS Moedranov: ippon bronzen finale: V van UZB Urozboev: yuko |
| Vazha Margvelasjvili      | –66kg (m)  | 17e       | 1ste ronde: vrij 2de ronde: V van SLO Gomboc: ippon |
| Lasja Sjavdatoeasjvili    | –73kg (m)  | Brons     | 1ste ronde: vrij 2de ronde: W van CUB Estrada: ippon 3de ronde: W van SRI Dharmawardhana: ippon kwartfinale: V van JPN Ono: waza-ari herkansingen: W van RUS iartsjev: ippon bronzen finale: W van ISR Muki: ippon |
| Avtandil Tchrikisjvili VO | –81kg (m)  | 5e        | 1ste ronde: vrij 2de ronde: W van CUB Silva: yuko 3de ronde: W van ESA Turcios: shido kwartfinale: W van ITA Marconcini: waza-ari halve finale: V van USA Stevens: ippon bronzen finale: V van JPN Nagase: yuko    |
| Varlam Liparteliani       | –90kg (m)  | Zilver    | 1ste ronde: vrij 2de ronde: W van TJK Ustopiriyon: ippon 3de ronde: W van NRU Uera: ippon kwartfinale: W van MGL Otgonbaatar: shido halve finale: W van KOR Gwak: ippon finale: V van JPN Baker: yuko              |
| Beka Gviniasjvili         | –100kg (m) | 7e        | 1ste ronde: vrij 2de ronde: W van GBR Fletcher: ippon 3de ronde: W van BEL Nikiforov: ippon kwartfinale: V van FRA Maret: waza-ari herkansingen: V van Haga: shido                                                 |
| Adam Okroeasjvili         | +100kg (m) | 17e       | 1ste ronde: V van JPN Harasawa: shido |
|                           |            |           | |
| Esther Stam               | –70kg (v)  | 9e        | 1ste ronde: W van MGL Naranharga: waza-ari 2de ronde: V van CAN Zupancic: shido |

### Kanovaren
| Olympiër       | Discipline    | Resultaat | Prestatie                                                                   |
| -------------- | ------------- | --------- | --------------------------------------------------------------------------- |
| Zaza Nadiradze | C-1 200 m (m) | 5e        | serie 1: 4de in 41,423 halve finale 3: 1ste in 40,416 finale: 5de in 39,817 |

### Schermen
| Olympiër       | Discipline | Resultaat | Prestatie                                                           |
| -------------- | ---------- | --------- | ------------------------------------------------------------------- |
| Sandro Bazadze | sabel (m)  | 9e        | 1ste ronde: W van BRA Agresta: 3–15 2de ronde: V van KOR Kim: 14–15 |

### Schietsport
| Olympiër            | Discipline           | Resultaat | Prestatie                                                            |
| ------------------- | -------------------- | --------- | -------------------------------------------------------------------- |
| Tsotne Machavariani | 50m pistool (m)      | 15e       | kwalificatie: 15de met 552 punten (92-91-95-91-93-90)                |
| Tsotne Machavariani | 10m luchtpistool (m) | 29e       | kwalificatie: 29ste met 574 punten (96-97-95-97-95-94)               |
|                     |                      |           |                                                                      |
| Nino Saloekvadze    | 25m pistool (v)      | 6e        | kwalificatie: 3de met 584 punten (289-295) finale: 6de met 14 punten |
| Nino Saloekvadze    | 10m luchtpistool (v) | 34e       | kwalificatie: 34ste met 377 punten (96-93-93-95)                     |

### Tennis
| Olympiër             | Discipline    | Resultaat | Prestatie                                       |
| -------------------- | ------------- | --------- | ----------------------------------------------- |
| Nikoloz Basilasjvili | enkelspel (m) | 33e       | 1ste ronde: V van URU Cuevas: 3–6, 7–6 (8), 3–6 |

### Worstelen
| Olympiër                 | Discipline  | Resultaat   | Prestatie |
| Vrije stijl              | Vrije stijl | Vrije stijl | Vrije stijl |
| ------------------------ | ----------- | ----------- | --- |
| Vladimer Khinchegasjvili | –57kg (m)   | Goud        | kwalificatie: vrij 1ste ronde: W van KAZ Sanayev: 3-1 kwartfinale: W van AZE Aliyev: 3–1 halve finale: W van BUL Ubov: 3–1 finale: W van JPN Higuchi: 4–3                                |
| Zurabi Iakobisjvili      | –65kg (m)   | 10e         | kwalificatie: vrij 1ste ronde: W van NGR Daniel: 2–1 kwartfinale: V van ITA Chamizo: 3–4                                                                                                 |
| Jakob Makarasjvili       | –74kg (m)   | 11e         | kwalificatie: vrij 2de ronde: W van BUL Ivanov: 13–8 kwartfinale: V van AZE Hasanov: 0–11                                                                                                |
| Sandro Aminasjvili       | –86kg (m)   | 14e         | kwalificatie: vrij 1ste ronde: V van POL Baranowski: 2–2 |
| Elizbar Odikadze         | –97kg (m)   | 5e          | kwalificatie: vrij 1ste ronde: W van ARM Ketoyev: 3–1 kwartfinale: W van KAZ Ibragimov: 3–1 halve finale: V van USA Snyder: 4–9 bronzen finale: V van ROU Saritov: 0–10                  |
| Geno Petriasjvili        | –125kg (m)  | Brons       | kwalificatie: W van BUL Kumchev: 10–0 2de ronde: W van UKR Zasjejev: 3–1 kwartfinale: V van IRI Ghasemi: 1–3 herkansingen: W van CAN Jarvis: 9–2 bronzen finale: W van USA Dlagnev: 10–0 |
| Grieks-Romeins           |             |             | |
| Shmagi Bolkvadze         | –66kg (m)   | Brons       | kwalificatie: vrij 1ste ronde: W van FIN Välimäki: 3–0 kwartfinale: W van IRI Norouzi: 2–0 halve finale: V van SRB Stefanek: 0–7F bronzen finale: W van JPN Inoue: 1–0                   |
| Zurabi Datoenasjvili     | –75kg (m)   | 18e         | kwalificatie: V van KAZ Kartikov: 0–2 |
| Robert Kobliasjvili      | –85kg (m)   | 9e          | kwalificatie: W van MEX Leyva: 5–0 2de ronde: V van GER Kudla: 1–1 |
| Revazi Nadareisjvili     | –98kg (m)   | 10e         | kwalificatie: vrij 1ste ronde: V van BUL Guri: 2–3 |
| Iakob Kajaia             | –130kg (m)  | 7e          | kwalificatie: W van BRA Soghomonyan: 4–0 2de ronde: W van UKR Chernetskyi: 2–1F kwartfinale: V van RUS Semenov: 0–5                                                                      |

### Zwemmen
| Olympiër          | Discipline          | Resultaat | Prestatie               |
| ----------------- | ------------------- | --------- | ----------------------- |
| Irakli Revisjvili | 400m vrije slag (m) | 45e       | serie 2: 5de in 4.00,56 |
|                   |                     |           |                         |
| Teona Bostasjvili | 100m schoolslag (m) | 43e       | serie 1: 3de in 1.22,91 |